# Рубеж (Архангельская область)
Рубеж — деревня в Вельском районе Архангельской области. Входит в состав Муниципального образования «Благовещенское». Деревня расположена в 74 километрах на север от города Вельска, на левом берегу реки Устья притока Ваги.

## Население
| 2002 | 2010 | 2012 | 2014 |
| ---- | ---- | ---- | ---- |
| 0    | ↗1   | →1   | →1   |

## История
Указана в «Списке населённых мест по сведениям 1859 года» в составе Вельского уезда Вологодской губернии под номером «2405» как «Рубежская(Межная)». Насчитывала 7 дворов, 22 жителя мужского пола и 28 женского.
В материалах оценочно-статистического исследования земель Вельского уезда упомянуто, что в 1900 году в административном отношении деревня входила в состав Чадромского сельского общества Леонтьевской волости. На момент переписи в селении Рубежъ находилось 9 хозяйств, в которых проживало 24 жителя мужского пола и 25 женского.